# モンキーラップ
モンキーラップまたは原題のDKラップ（DK Rap）は1999年に発売されたNINTENDO 64のゲーム『ドンキーコング64』の起動時に流れるゲーム音楽。オリジナル・サウンドトラックでのタイトルは『Da Banana Bunch（ダ・バナナ・バンチ）』。原案は開発を担当したレア社のデザイナーであるジョージ・アンドレアス、作曲はグラント・カークホープ。アンドレアスは共同で作詞・作曲にも関わり、その他のスタッフもコーラスで参加している。この曲の歌詞は、ゲームでの操作キャラクターである5体のコングたちを説明する趣旨のものである。
カークホープとしては前作にあたる『スーパードンキーコングシリーズ』（1994年-1996年）と本作の新しいドンキーコングを対比させることを意図しており、また楽曲そのものはお遊び的なものであった。しかし、真面目に作曲されたラップと受け取られ、その結果、賛否両論または否定的な評価を受けることとなり、不名誉な賞も受賞した。後に『大乱闘スマッシュブラザーズDX』（2001年）などの任天堂の作品においてリミックス版が製作され、同社のウェブサイトからダウンロードすることが可能である。

## コンセプトと経緯

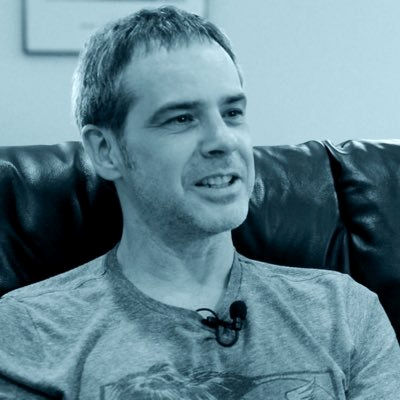
本曲を作曲したグラント・カークホープの写真

モンキーラップ（DKラップ）は、NINTENDO 64のテレビゲーム『ドンキーコング64』の起動時のイントロダクションで流れる楽曲であり、ゲーム中で操作可能な5匹のキャラクター（ドンキー、ディディー、タイニー、ランキー、チャンキー）を説明する趣旨ものである。ディレクターのジョージ・アンドレアスが提案し、音楽担当のグラント・カークホープが作曲した。
アンドレアスはRun DMCというバンドからインスピレーションを得た
カークホープの狙いは『スーパードンキーコングシリーズ』におけるドンキーコングと、新しいドンキーコングを並べるというコンセプトであった。アンドレアスは作詞も行い、リードプログラマーのクリス・サザーランドと演奏も行った。コーラスにはレア社の社員であるグレッグ・メイルズ、スティーブ・メイルズ、エド・ブライアン、クリス・ペイルが参加した。また、各キャラクターの説明部分では、そのキャラクターが作中で用いる楽器を反映したインストゥルメンタルがフィーチャーされている。
カークホープは真面目なラップではなく、お遊び的なものだったと述べている。
しかし、消費者や批評家の反応は概ね否定的であり、この曲は真面目に作ったものだと捉えられた。
カークホープは任天堂が「hell（地獄）」という言葉の使用に難色を示したことに驚き、これはバイブル・ベルトに起因したものと考察している。
日本語版のリリースにあたっては、本曲はローカライズされず、字幕も付けられなかった。
ただし、任天堂と関係が深いコピーライターの糸井重里が自身のサイト「ほぼ日刊イトイ新聞」で「モンキーラップ」の和訳を載せている（ドンキーコング64第1回）。
本曲は1999年に発売されたオリジナル・サウンドトラックでは『Da Banana Bunch』のタイトルで1曲目に収録されていた。
『ドンキーコング64』のリリースに前後して、プロモーションの一環としてニンテンドー・オブ・アメリカは、ファンがラップを演奏する「DKラップ」コンテスト「DK Rap Attack Contest」を開催した。優勝者にはドンキーコング64とNINTENDO64本体、ワシントン州レドモンドのニンテンドー・オブ・アメリカ本社への旅行が贈られ、優勝作品はドンキーコング64の公式サイトで公開された。このプロモーションのために、本曲は任天堂のウェブサイトからダウンロードすることもできた。

## リミックス版
『大乱闘スマッシュブラザーズDX』では本作のリミックス版が収録された。当初は作曲家の安藤浩和が作曲を担当する予定だったが、技術的な問題からディレクターの桜井政博と作曲家の酒井省吾が手伝うことになった。問題を解決するために、まず背後で流れる音楽を録音してから、そこにラップを乗せるという手法を取らなければならなかった。リミックス版のラップはスピードが早く（一部のキャラクターは、さらにテンポが早かった）、生で録音することは不可能であった。DJの練習中にも、それを録音し、その中から良いものを採用して混ぜるように録音していった。このラップの録音に2日を要した。新バージョンではJames W. Norwood Jr.が、各キャラクターの歌詞ごとに異なる声を使って演奏した。オリジナルで用いられていた「hell」は、「heck」（Hellの婉曲語で、軽い不快感を示す）に変更された。このバージョンは、その後、シリーズの続編にあたる『大乱闘スマッシュブラザーズX』（2008年）、『大乱闘スマッシュブラザーズ for Nintendo 3DS / Wii U』（2014年）、『大乱闘スマッシュブラザーズ SPECIAL』（2018年）でも採用され、また、2003年のゲームキューブの音楽ゲーム『ドンキーコンガ』でも、収録曲の1つに採用されている。
また、後にカークホープは、元レアのスタッフたちによって、キックスターターで資金集めして製作された『Yooka-Laylee』（2017年）において、本曲の本歌取り的な作品として『Yooka-Laylee Rap』を作曲した。

## 評価
『ドンキーコング64』の発売以来、本曲は賛否両論か否定的な評価が占めた。そのクオリティから「胡散臭い賞」を受賞している。また、ESRBレーティングを受けなら、歌詞に「hell（地獄）」が登場することでも批判を受けた。
1Up.comのスコット・シャーキーは「ゾッとするようなゲームのラップ曲TOP5（top 5 cringe-inducing videogame raps）」に本曲を選び、タバコ休憩したくて「中座するのに100％最適な方法」とコメントした。
また、最悪のゲームのテーマ曲の1つとし、「根本的に無知」であるがゆえに「酷すぎて逆に笑えてくる（so-bad-it-good）」、「マジで、スラム街の即興音楽について考えると、最初に思い浮かぶのはネクタイをつけた日本ゴリラなんだ。うん」と述べた。
DestructoidのDale Northは、最も不快なゲームの曲の一覧に本曲を含め、コメディドラマ（シットコム）の『ベルエアのフレッシュ・プリンス』に登場するカールトン・バンクスがこの曲で踊っているのを想像したと揶揄した。
NGamer UKは「お子様向けゲームの悪の側面」についての記事で本曲を取り上げ、「酷すぎて耳から血が吹き出す」と評した。
IGNはゲームにおいて最悪として引用されるものの8位に本曲を挙げた。スタッフは、テレビゲームにおいて「史上最悪の瞬間」について考える時、この曲が「頭に浮かぶ」とした。また、「ゲロのように聞こえる史上唯一の曲」とも称した。
Game InformerのO'Dell Harmonは「テレビゲームにおける斬新なラップ曲」のリストに、2位として選んだ。
Electronic Gaming Monthlyの2002年1月号に掲載された史上最悪のゲームのセリフには、曲中の「His coconut gun can fire in spurts. If he shoots ya, it's gonna hurt!（ヤツのココナッツキャノンはスゴイはかいりょく もしこれがヒットすりゃ すっごくイターイぜ！）」
の一節が第4位に選ばれた 。
カークホープはBig Huge Games在籍時に、同僚からこの曲に関してからかわれ、カークホープの墓碑には「ここにグラント・カークホープ眠る。彼はモンキーラップを書いた。彼の魂に神の慈悲があらんことを」と記されるだろうと揶揄された。
しかしながら、ゲーム発売から10年以上経ってからインターネットミームとして人気が急上昇した。この現象についてサザーランドは、子供の頃にゲームをプレイした人たちが、大人になって、この曲が真面目なものではなく、お遊び的なものだと気づいたからじゃないかと考察している。
同様にカークホープは「ABBAがそうだったように、何年もかけて流行が戻ってきたようなものだ」とコメントした。 
OC WeeklyのPeter Maiは、「最もチープな（ただ良さもある）テレビゲームの曲TOP5（Top 5 Cheesiest (Yet Somehow Awesome) Video Game Songs）」の中で本曲を取り上げ、「おそらくこれまでに書かれたラップの中で最悪なものだが、愛されていることも知っているだろう」と述べた。GamesRadarのBob Mackeyは、この曲がドンキーコングら『ドンキーコング64』のキャラクターたちへの最大の付加価値であると述べた。